# Antaninaomby
De Antaninaomby is een vulkaan die zich bevindt op het kleine eiland Nosy Komba, ook Nosy Ambariovato genaamd, nabij het eiland Nosy Be in de regio Diana van Madagaskar.
De vulkaan heeft een hoogte van circa 622 meter en is vermoedelijk al jaren niet meer uitgebarsten. Op de top was ooit een verpleeghuis voor door de koorts verzwakte missionarissen.